# П'єр Верстеґ
П'єр Верстеґ (нід. Pierre Versteegh, 6 червня 1888 — 3 травня 1942) — нідерландський вершник.
Бронзовий призер Олімпійських Ігор 1928 року в командній виїздці.

### Життєпис
П'єр Версті закінчив Королівську військову академію в Бреді в 1906 році. У червні 1909 року його призначили другим лейтенантом і направили до третього відділу в Еде. За роки до Першої світової війни, а також після неї, Версте став активним учасником кінного спорту, вигравши численні місцеві змагання. У 1925 році отримав звання капітана, а в 1936 році — майора армії. У 1931 році Версті став кавалером ордена Оранських-Нассау з мечами.
Коли німці вдерлися в Нідерланди в травні 1940 року, Верстег мав звання підполковника і був стурбований тим, що його дружина була єврейкою. Після капітуляції голландської армії Версте приєднався до голландського підпілля. 2 травня 1941 року Версті був заарештований. Його та кількох інших підпільників утримували в державній в'язниці в Схевенінгені. У березні-квітні 1942 року Верстега та багатьох його співвітчизників судили в Амерсфуті, і всіх визнали винними, засудивши до смертної кари.
1 травня 1942 року засуджених членів Руху Опору, серед яких був Річард Шомейкер, нідерландський олімпієць з фехтування, потягом доставили до Оранієнбурга поблизу Берліна, а потім вантажівкою доставили до концтабору Заксенгаузен. 3 травня 1942 року всі засуджені були розстріляні групами по 12 осіб. Серед них був і П'єр Верстег. 3 травня 1946 року в Нідерландах на честь групи було встановлено пам'ятник. Верстег був посмертно нагороджений Хрестом Опору за свою доблесть.